# Schlaitdorf
Schlaitdorf là một thị xã ở huyện Esslingen trong bang Baden-Württemberg ở phía nam nước Đức. Đô thị Schlaitdorf có diện tích 7,31 km².